# Macaranga conglomerata
Macaranga conglomerata är en törelväxtart som beskrevs av John Patrick Micklethwait Brenan. Macaranga conglomerata ingår i släktet Macaranga och familjen törelväxter. IUCN kategoriserar arten globalt som sårbar. Inga underarter finns listade i Catalogue of Life.